# Руско-персијски ратови
Руско-персијски ратови представљају сукобе између Руског царства и Персије, данашег (Ирана) у новом веку. Иако су Словени у Русији још у раном средњем веку организовали своје походе ка Персији са подручја Каспијског мора, а касније у доба царства под Иваном Грозним освајањем Астрахан и отварањем пута ка каспијском пределу уз сукоб са Персијом створили боље услове за даље напредовање. Сукобе са Персијом наставио је и отац Петра Великог, цар Алексеј I Михајлович, што је представљало увод у серију руско-персијских ратова у 18. и 19. веку, које су водили руски цареви Петар Велики, Катарина Велика, Александар I Павлович и Николај I Павлович.
Русија је овом серијом ратова која је трајала скоро 100 година, обезбедила себи трајно место на кавказу, отворивши себи пут без препрека за даље освајање Централне Азије. Услед ових сукоба она је политички успела да истисне Британију. У каснијим временима Русија је повремено била у сукобима са Ираном, совјетска војска га је касније је 1941 окупирала заједно са Британијом, такозвана Англо-совјетска инвазија на Иран, док је последњи њихов конфликт представљала иранска криза 1946, као један од почетака хладног рата.
|   | Сукоб                                 | Исход |
| - | ------------------------------------- | --- |
| 1 | Руско-персијски рат (1651–53)         | Персијска стратешка победа. Сафавиди ојачавају свој утицај на Северном кавказу.                                                                                  |
| 2 | Први руско-персијски рат (1722—1723)  | Поход руске армије и флоте у Закавказје и Дагестан, који су до тада били под Персијом, први већи сукоб у низу између империјалне Русије и Персије, руска победа. |
| 3 | Други руско-персијски рат (1796)      | Одговор Руске империје на персијско зауимање Тбилисија, руска победа.                                                                                            |
| 4 | Трећи руско-персијски рат (1804—1813) | Одговор Персије на присаједињење источне грузије русији, прво мешање великих сила, апсолутна руска победа.                                                       |
| 5 | Четврти руско-персијски рат           | Покушај Персије да поврати територије на јужном Кавказу. Гулистански мир, руска победа.                                                                          |